# Diano San Pietro
Diano San Pietro (Dian San Pê in ligure) è un comune italiano di 1 087 abitanti della provincia di Imperia in Liguria.

## Geografia fisica
Il territorio di Diano San Pietro è situato nella valle Dianese, lungo il torrente San Pietro alla confluenza del rio Besta. Tra le vette della zona il monte Ceresa (913 m), il monte Lago (746 m) e il monte Quagli (502 m).

## Storia

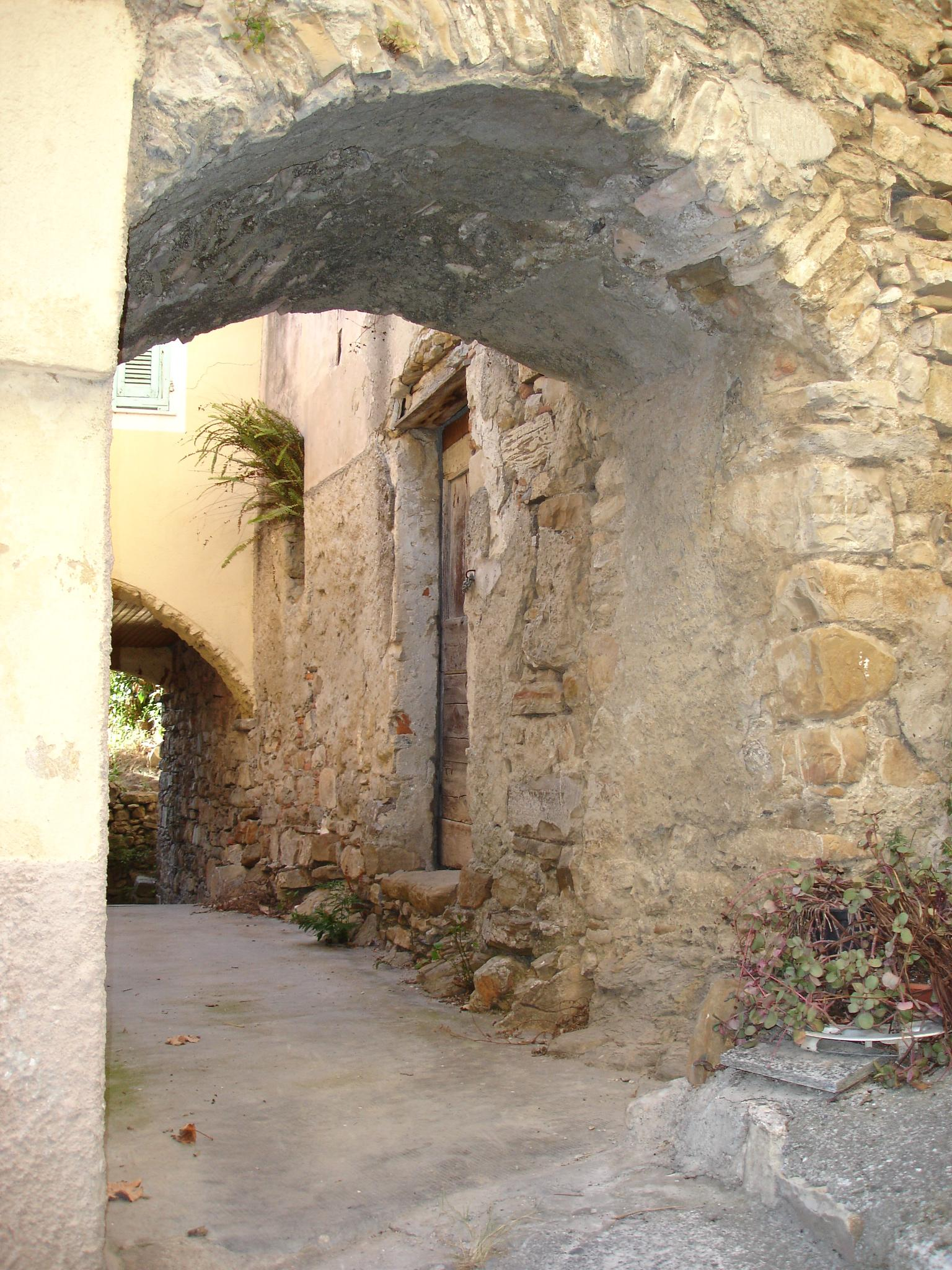
Uno scorcio del borgo di Diano San Pietro

Lungo la sponda sinistra del torrente San Pietro, nei pressi della non più esistente chiesa medievale di San Siro, di cui insistono alcuni ruderi, sono state trovate tracce di murature appartenenti probabilmente ad una villa di età romana imperiale.
In epoca medievale il territorio corrispondente all'odierno comune di Diano San Pietro fu dominio della famiglia Clavesana, fino alla cessione del feudo alla Repubblica di Genova. Religiosamente sottoposto in origine alle cure parrocchiali della chiesa di San Nicola di Diano Castello, amministrativamente rientrò nella Communitas Diani assieme ad altri borghi vicini come Diano Arentino, Diano Marina e Diano Castello, e successivamente nella genovese podesteria del Diano.
Caduta la Repubblica di Genova, le nuove e distinte municipalità di Diano San Pietro, Borganzo e Roncagli rientrarono dal 2 dicembre 1797 nella Repubblica Ligure. Dal 28 aprile del 1798 fece parte del IV cantone, con capoluogo Diano Marina, della Giurisdizione del Capo delle Mele e dal 1803 centro principale della Giurisdizione degli Ulivi. Annesso al Primo Impero francese dal 13 giugno 1805 al 1814 fu inserito nel Dipartimento di Montenotte.
Nel 1815 il territorio fu inglobato nel Regno di Sardegna, così come stabilì il Congresso di Vienna del 1814, aggregò nel proprio comune come frazioni gli ex comuni di Borganzo e Roncagli, e successivamente nel Regno d'Italia dal 1861. Dal 1859 al 1926 il territorio fu compreso nel II mandamento di Diano Marina del circondario di Porto Maurizio facente parte della provincia di Porto Maurizio (poi Provincia di Imperia, dal 1923).
Al 1923 risale la soppressione della municipalità e il conseguente accorpamento al comune di Diano Marina; nel 1925 si ricostituì comune autonomo.
Dal 1973 al 31 dicembre 2008 ha fatto parte della Comunità montana dell'Olivo e, con le nuove disposizioni della Legge Regionale n° 24 del 4 luglio 2008, fino al 2011 della Comunità montana dell'Olivo e Alta Valle Arroscia.

### Simboli
Stemma
Gonfalone

Lo stemma e il gonfalone sono stati concessi con decreto del presidente della Repubblica n. 3475 del 17 maggio 1989.

## Monumenti e luoghi d'interesse

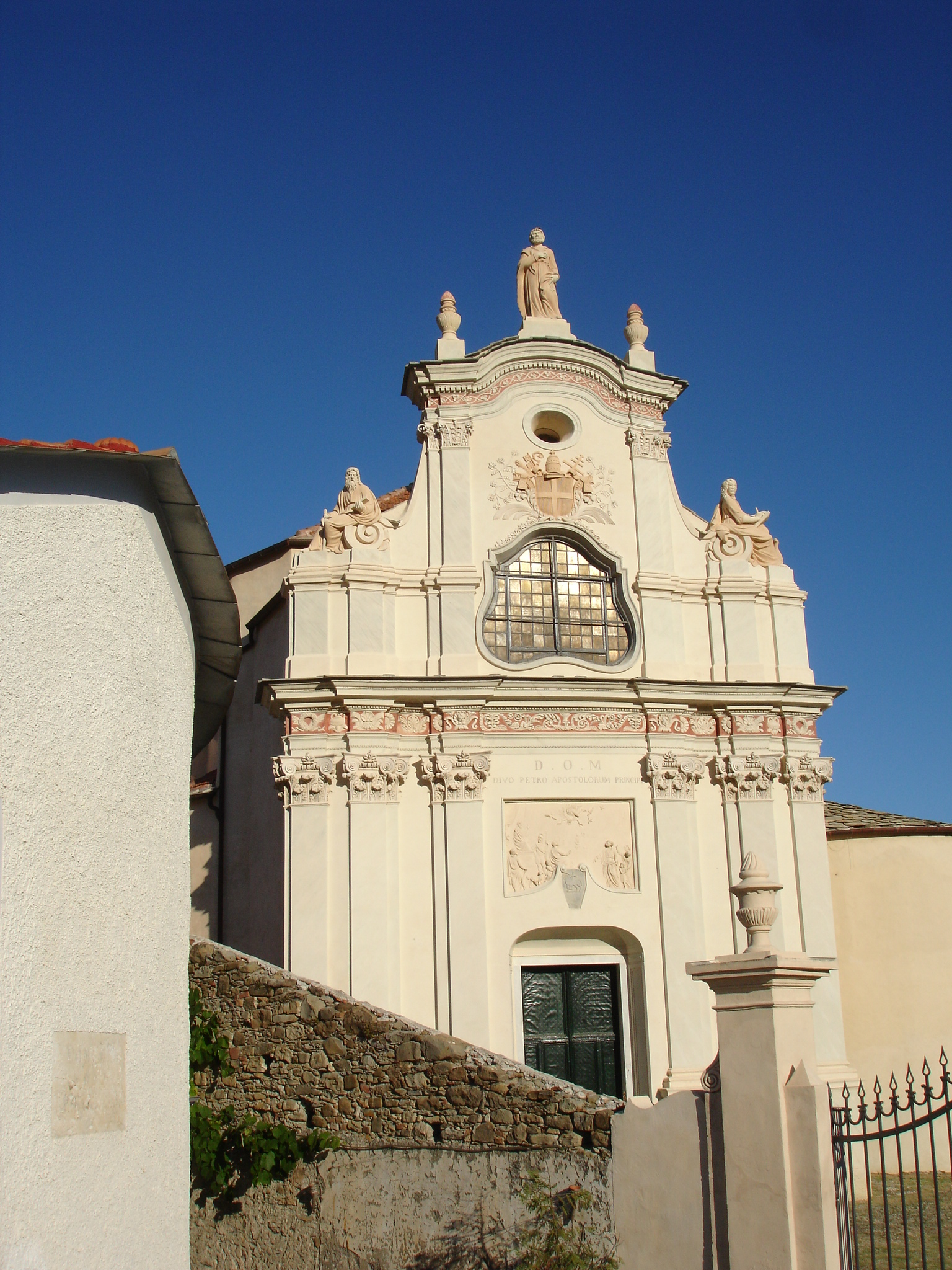
La chiesa di San Pietro a Diano San Pietro

### Architetture religiose
- Chiesa parrocchiale di San Pietro nel capoluogo. Il precedente edificio ha sicuramente origini risalenti al Medioevo, ma la ricostruzione attuale risale al tardo Settecento. L'edificio parrocchiale conserva, oltre agli altari marmorei della chiesa precedente, una tela attribuita a Giovanni Battista Paggi, un'altra al suo allievo Giovanni Domenico Cappellino ed un pulpito in marmo del Seicento.
- Oratorio di Santa Croce nel capoluogo. Risalente al XVII secolo, è ad unica navata con piccolo campanile a vela. Conserva un dipinto di Gesù crocifisso con ai piedi san Giovanni Battista e le pie donne.
- Oratorio di San Giuseppe nel capoluogo, presso la borgata di Besta, del XVI secolo.
- Oratorio di San Matteo nel capoluogo, presso la borgata di Besta, del XVII secolo e di cui insistono alcuni ruderi.
- Chiesa di Nostra Signora della Neve nel capoluogo, presso la borgata di Colla, del XVII secolo. Sono conservate le tele San Martino vescovo di Tommaso Carrega (1796) e la Madonna della Neve con i santi Pietro e Bernardo (1745).
- Chiesa di San Pantaleone nel capoluogo, presso la borgata di Moltedo, del XVII secolo. Il campanile è stato edificato tra il 1837 e il 1839. Oltre alla tela dell'Assunta sorretta da angeli e san Giovanni Evangelista, sono presenti due statue di San Pantaleone - realizzata dal genovese Stefano Valle nel 1856 - e quella di Sant'Andrea di Giuseppe De Ferrari che la realizzò tra il 1770 e il 1773.
- Oratorio di Sant'Ugo nel capoluogo, presso la borgata di Ughi, del XVIII secolo.
- Chiesa parrocchiale della Natività di Maria Vergine nella frazione di Borganzo. Risalente al XIX secolo, vi è custodito un polittico di Antonio Brea del 1518.
- Oratorio di San Giovanni Battista nella frazione di Borganzo. Cappella privata della famiglia Ardissone, la prima struttura risalirebbe al XIII secolo così come testimonierebbero tratti di mura. Ad unica navata con volta a botte conserva la tela San Giovanni Battista, san Bernardo e la Madonna del Rosario (e altri due santi), opera di Gio Andrea Biscagino della prima metà del Seicento.
- Chiesa dei Santi Vincenzo e Anastasio nella frazione di Borganzo, presso la borgata di Camporondo. Ad unica navata sono presenti i dipinti raffiguranti Sant'Antonio da Padova e san Rocco di Valentino Piccardi Veneziano, del 1854, e la Madonna in trono con il Bambino con i santi Vincenzo, Sebastiano, Rocco e Mauro, opera del Pancalino.
- Oratorio della Santissima Trinità nella frazione di Borganzo, presso la borgata di Lombardi, risalente al 1627. Vi è conservato un dipinto ritraente lo Spirito Santo, Gesù, la Madonna, il Padre Eterno e i santi Pietro, Antonino e Giovanni Battista.
- Chiesa parrocchiale di Santa Maria Assunta e Santa Lucia nella frazione di Roncagli, del XVII secolo.

### Architetture civili

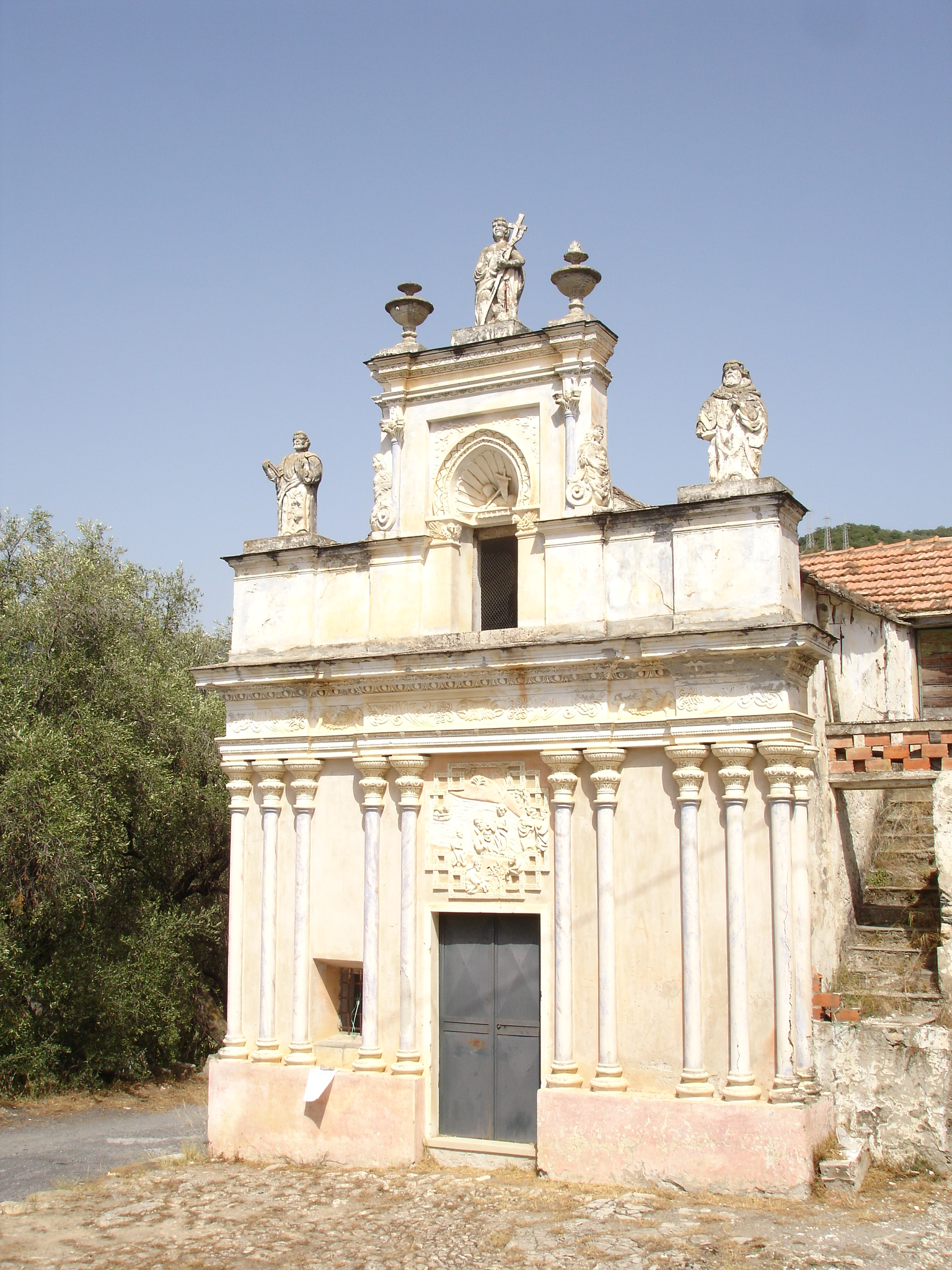
L'oratorio di San Giovanni Battista nella frazione di Borganzo

- Ponte del XVII secolo nella frazione di Borganzo.
- Ponte del 1611 nella frazione di Roncagli.

### Architetture militari
- Forte di Diano San Pietro. Cinto da mura, innalzate nel 1564 per difendere la popolazione in caso di attacco dei pirati barbareschi, conserva all'interno tele e statue di notevole pregio.

## Società

### Evoluzione demografica
Abitanti censiti

### Etnie e minoranze straniere
Secondo i dati Istat al 31 dicembre 2019, i cittadini stranieri residenti a Diano San Pietro sono 109.

## Geografia antropica

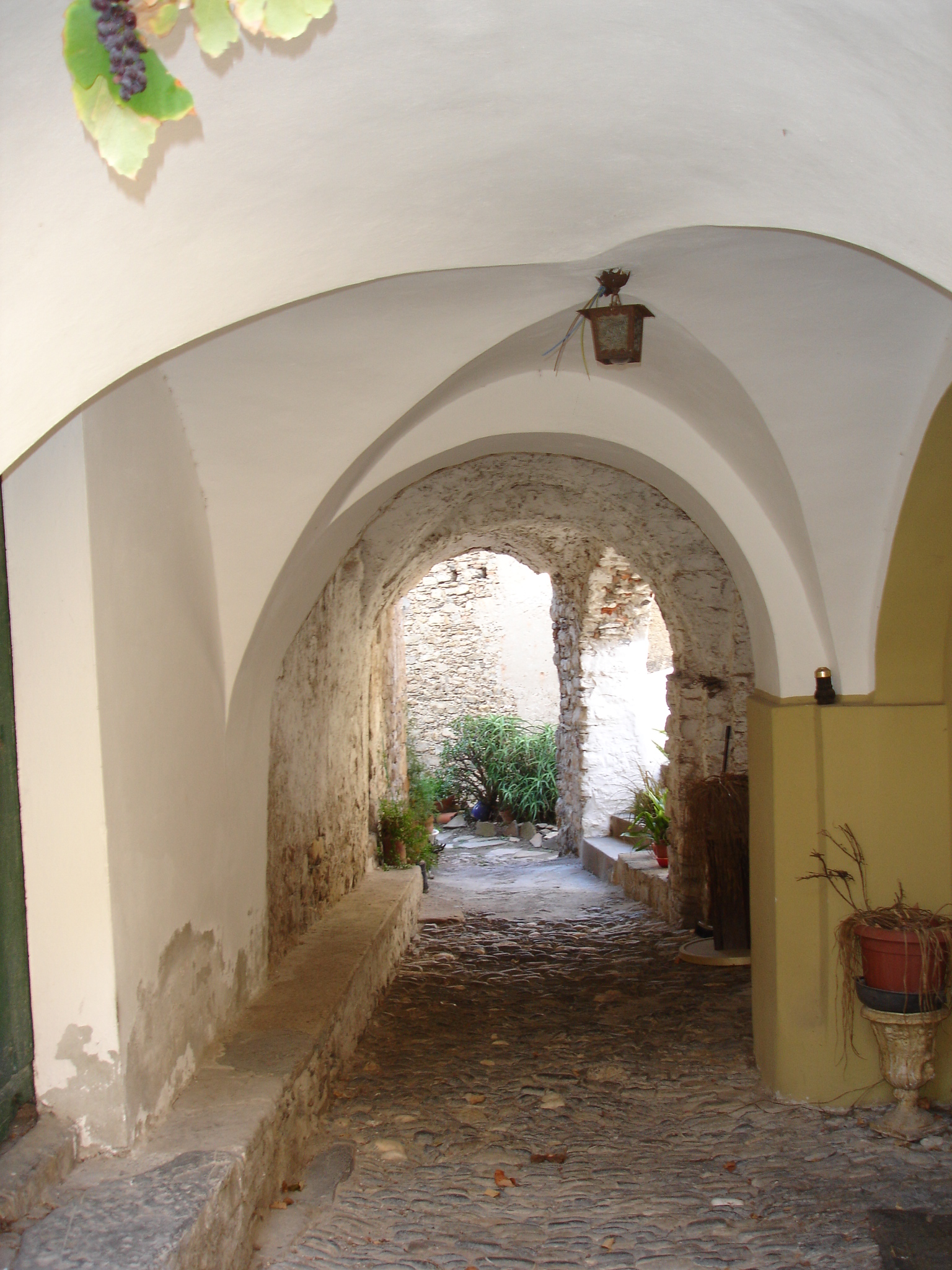
Scorcio dei portici del centro storico di Diano San Pietro

Il territorio comunale è costituito, oltre al capoluogo, dalle frazioni di Borganzo e Roncagli per una superficie territoriale di 11,91 km². Il capoluogo è altresì costituito dalle borgate di Colla Roggeri, Ughi Seassari, Gionetti, Besta, Moltedo e Glori storicamente riconosciute dalla comunità.
Confina a nord con i comuni di Stellanello (SV), a sud con Diano Castello, ad ovest con Diano Arentino e Diano Castello e ad est con Villa Faraldi e San Bartolomeo al Mare.

## Economia
Il comune basa la sua principale risorsa economica sull'attività agricola, specie sulla produzione di ortaggi e l'olivicoltura.

## Infrastrutture e trasporti

### Strade
Il territorio di Diano San Pietro è attraversato principalmente dalla strada provinciale 36 che permette il collegamento stradale con Diano Marina e Diano Castello, a sud, e con Diano Arentino a nord.

### Ferrovie
Dal 2016 è sede della fermata ferroviaria Diano, facente parte del raddoppio ferroviario Andora - San Lorenzo al Mare, sulla ferrovia Genova-Ventimiglia.

## Amministrazione
| Periodo        | Periodo        | Primo cittadino  | Partito                                                       | Carica  | Note |
| -------------- | -------------- | ---------------- | ------------------------------------------------------------- | ------- | ---- |
| 2 giugno 1985  | 6 giugno 1990  | Walter Venturino | Partito Comunista Italiano                                    | Sindaco |      |
| 6 giugno 1990  | 24 aprile 1995 | Danilo Cavassa   | Partito Comunista Italiano-Partito Democratico della Sinistra | Sindaco |      |
| 24 aprile 1995 | 14 giugno 1999 | Francesco Ugo    | lista civica                                                  | Sindaco |      |
| 14 giugno 1999 | 14 giugno 2004 | Francesco Ugo    | lista civica                                                  | Sindaco |      |
| 14 giugno 2004 | 8 giugno 2009  | Ivano Massone    | lista civica                                                  | Sindaco |      |
| 8 giugno 2009  | 26 maggio 2014 | Ivano Massone    | Impegno per Diano San Pietro (lista civica)                   | Sindaco |      |
| 26 maggio 2014 | 26 maggio 2019 | Claudio Mucilli  | Impegno per Diano San Pietro (lista civica)                   | Sindaco |      |
| 27 maggio 2019 | 10 giugno 2024 | Claudio Mucilli  | Impegno per Diano San Pietro (lista civica)                   | Sindaco |      |
| 10 giugno 2024 | in carica      | Claudio Mucilli  | Impegno per Diano San Pietro (lista civica)                   | Sindaco |      |